# Children Who Chase Lost Voices
Children Who Chase Lost Voices (Alternativtitel: Die Reise nach Agartha; jap. 星を追う子ども, Hoshi o Ou Kodomo, dt. „Kinder, die Sterne jagen“) ist ein Anime-Film des japanischen Regisseurs Makoto Shinkai, der 2011 unter dessen Leitung bei den CoMix Wave Studios entstand.
Der Film wurde am 7. Mai 2011 in den japanischen Kinos gezeigt. Wie auch bei vorherigen Werken von Makoto Shinkai war der Komponist Tenmon für die musikalische Begleitung verantwortlich. In Deutschland wurde der Anime am 27. Juli 2012 durch das Label Kazé Deutschland auf DVD und Blu-ray herausgebracht, seine Premiere feierte der Film allerdings in Hannover im Hochhauskino am Steintor am 9. Juli in Anwesenheit des Regisseurs, der dafür exklusiv nach Deutschland reiste.

## Handlung
Das junge Mädchen Asuna (明日菜) spielt in ihrer Freizeit mit einem Kristallradio, das merkwürdige Töne und Melodien von sich gibt. Eines Tages taucht urplötzlich ein Monster (Quetzalcoatl) auf, welches Asuna angreift. Asuna wird dabei von einem unbekannten Jungen gerettet, der den Quetzalcoatl mit einem funkelnden Juwel in die Enge treibt. Der Junge gibt sich als Shun (シュン) zu erkennen, der aus dem verborgenen Land Agartha stammt.
Asunas Klassenlehrerin Ikeda begibt sich in ihren Mutterschaftsurlaub. Die Klasse erhält einen Vertretungslehrer, Herrn Morisaki. Dieser erzählt der Klasse skurrile Geschichten über Tote und mysteriöse Wesen. An einem Nachmittag macht sich Asuna auf die Suche nach Shun. Sie hat viele Fragen, die sie von ihm beantwortet haben möchte. Allerdings findet sie ihn nicht und als es dann auch noch anfängt zu regnen, geht sie nach Hause zu ihrer Mutter. Einen Tag danach erzählt Frau Ikeda, dass man eine Leiche in einem Fluss gefunden habe. Bei dem verstorbenen Jungen handelt es sich um Shun.
Shuns jüngerer Bruder Shin (シン) verlässt daraufhin Agartha und betritt die Welt der Menschen. Shins Aufgabe ist es, das Tor zu Agartha zu beschützen. Dazu soll er Shuns Juwel zurückbringen, mit dem sich das Tor öffnen lässt. Seine Tätigkeit wird dabei von den Arcangeli gestört, die ihn verfolgen und Eintritt in die Welt haben wollen. Als es den Arcangeli gelingt, Shin zu dem Tor zu verfolgen, enttarnt sich der Führer der Truppe. Es ist Asunas Lehrer Ryūji Morisaki (森崎 竜司). Er möchte in das sagenumwobene Land Agartha, um seine Frau Lisa, die vor vielen Jahren verstarb, zurückholen zu können. Asuna möchte mit Morisaki mit, worauf beide durch das sogenannte Schwellenmeer nach Agartha kommen. Dort entdecken sie am Himmel ein fliegendes Schiff namens Shakuna Vimana, mit dem angeblich die Götter reisen.
Während ihrer Reise durch Agartha entdecken Morisaki und Asuna viele Ruinen ehemaliger Städte und Ortschaften. Als sie in der Nähe dieser Ruinen übernachten, hat Asuna plötzlich einen Albtraum, da sie im selben Moment von zwei merkwürdigen Wesen, genannt Isoq, entführt wird.
Mimi, eine Katze, die in Asunas Rucksack mit nach Agartha gekommen ist, versucht eins der Isoq anzugreifen, wird dabei jedoch bewusstlos geschlagen.
Am nächsten Tag erwacht Asuna zusammen mit einem kleinen, stummen Mädchen namens Mana in einer alten Ruine der Isoq. Als diese versuchen die zwei aufzufressen, entdeckt Asuna, dass die Isoq nur im Schatten überleben können. Als sie zusammen mit Mana auf ein Steinpodest flüchtet, werden alle beide von Shin gerettet, der Asunas Clavis-Kristall aufspüren konnte. Sie entkommen den Isoq knapp, Shin wird dabei jedoch schwer verletzt.
Morisaki findet dank Mimis Hilfe die bewusstlosen Körper von Asuna, Shin und Mana. Sie ziehen weiter bis zum Dorf Amaroth, aus dem Mana stammt. Zuerst wollen einige Soldaten die vier aus Amaroth vertreiben, der Dorfälteste jedoch bietet ihnen als Dank für die Rettung von Mana eine Unterkunft an, in der sie über Nacht bleiben. Als Morisaki und Asuna am nächsten Tag aufbrechen, muss Asuna entsetzt feststellen, dass Mimi nicht mehr mit ihr mitkommen will. Noch am selben Tag stirbt Mimi, da sie ihre Lebensaufgabe erfüllt hat, und Mana übergibt die Leiche einem Quetzalcoatl, der Mimi in sich aufnimmt.
Als Morisaki und Asuna bereits in den Bergen sind, werden sie plötzlich von den Soldaten aus Amaroth angegriffen. Überraschend taucht Shin auf und verschafft den beiden einen großen Vorsprung.
Als Morisaki bei der Schwelle von Leben und Tod, genannt Finis Terrae, hinabsteigen will, bekommt Asuna große Angst und bleibt zurück. Sie übergibt Morisaki ihren Clavis und er überlässt ihr seine Pistole.
Da sie von den Isoq verfolgt wird, flüchtet Asuna in einen Fluss, den die Isoq nicht betreten können, der dann aber plötzlich zurückgeht. Als die Isoq auf sie zukommen, wird sie erneut von Shin gerettet.
Anschließend beobachten beide, wie Shakuna Vimana in Finis Terrae verschwindet. Mithilfe des Quetzalcoatl, der sich zum Sterben dorthin begibt, gelangen sie ebenfalls dort hinunter.
In der Zwischenzeit ist Morisaki mit einigen Blessuren im Tal von Finis Terrae angekommen. Dieses erweist sich als Friedhof der Quetzalcoatl. In der Mitte des Tales ist eine schwarze große Kugel, die als Portal dient. Morisaki schreitet hindurch und befindet sich auf einer großen, flachen, grasbewachsenen Ebene. Am Himmel sind Sterne zu sehen, was in Agartha nicht möglich ist. Shakuna Vimana landet vor ihm und verwandelt sich in eine sehr große Gestalt mit unzähligen Augen am ganzen Körper. Diese Gestalt ist die Gottheit von Agartha. Morisaki wünscht sich, dass seine Frau Lisa wieder lebt, und tatsächlich erscheint die Seele der Verstorbenen. Jetzt allerdings verlangt die Gottheit einen Körper, den die Seele einnehmen kann. Wenige Minuten später betreten auch Asuna und Shin das Portal.
Als Asuna Morisaki findet, dringt die Seele Lisas in Asuna ein, worauf Shin mit aller Kraft versucht, den Clavis zu zerstören, was ihm schlussendlich auch gelingt. Dadurch verschwindet Lisas Seele aus der Welt der Lebenden und Asuna wacht wieder auf.
Morisaki, der als Preis für die Wiedererweckung seiner Frau sein Augenlicht verlor, möchte von Shin getötet werden.
Doch Asuna tröstet ihn und kann ihn davon überzeugen, dass es ein Segen ist, das Leben mit dem Tod zu teilen. Danach kehrt Asuna zur Oberfläche zurück, bekommt aber von Shin zum Abschied den Clavis ihres Vaters, der ein Bewohner Agarthas war, zurück. Mit diesem kann sie, wenn sie will, zurück nach Agartha reisen. Morisaki bleibt mit Shin in Agartha.

## Hauptcharaktere
- Asuna Watase (渡瀬 明日菜, Watase Asuna)
Asuna ist eine strebsame Schülerin, die die Klasse von Frau Ikeda besucht. Nach dem Tod ihres Vaters bekam sie einen kleinen Kristall, mit dem sie ein kleines Radio in Betrieb setzt. Mit ihrem Radio kann sie Töne aus dem Land von Agartha hören. Eines Tages lernt sie den Jungen Shun kennen, der aus den Tiefen von Agartha stammt und unter der Erde wohnt. Sie hat viele Fragen, die sie ihm stellen möchte. Shun verstirbt, da ihn Tageslicht enorm viel Lebenszeit kostet. Um Shun wieder ins Leben zurückholen zu können, verbündet sich Asuna mit dem Arcangeli Ryūji. Gemeinsam reisen sie in das Land Agartha und werden dabei von Shin begleitet.

- Ryūji Morisaki (森崎 竜司, Morisaki Ryūji)
Ryūji Morisaki kommt als neue Lehrkraft an die Schule von Asuna. Er unterrichtet allerdings mit einem Hintergedanken: Seine Frau Lisa ist vor vielen Jahren verstorben und ohne sie möchte er nicht weiterleben. Zusammen mit den Arcangeli erforscht er Agartha und will mit einem Clavisstein die Seele seiner Frau Lisa wiederbeleben. Dies misslingt ihm jedoch und die umherirrende Seele möchte sich in Asuna festsetzen.

- Shun Canaan Preases (シュン, Shun)
Shun möchte nach den Sternen greifen können, aus diesem Grund kommt er auf die Erde. Er stammt aus dem Land Agartha, welches verborgen unter der Erde liegt. Shun nimmt dabei viel auf sich, denn normalerweise überleben Bewohner aus dem Untergrund nicht lange auf der Erde. Er lernt Asuna kennen und beschützt sie vor einem Monster, das ebenfalls aus Agartha stammt. Immer noch geschwächt von dem Angriff des Monsters, stirbt er.

- Shin Canaan Preases (シン, Shin)
Shin ist der jüngere Bruder von Shun. Beide sehen sich zum Verwechseln ähnlich. Er kommt auf die Erde, um das Tor zu Agartha zu beschützen. Um dies gewährleisten zu können, muss sich Shin gegen die Arcangeli wehren. Anfangs vertraut er Ryūji und Asuna nicht, da sie normale Menschen sind und in Agartha nicht gerne gesehen werden. Shin ist sehr gut mit Seri befreundet, einem Mädchen in seinem Alter.

## Veröffentlichungen
Der Film wurde in Japan am 7. Mai 2011 in den Kinos gezeigt. Am 25. November wurde der Anime anschließend auf DVD als auch Blu-ray veröffentlicht. Der US-amerikanische Verleger Sentai Filmworks brachte den Film am 13. November 2012 in die Läden. In Deutschland brachte Kazé den Film am 27. Juli 2012 auf DVD und Blu-ray unter dem Titel „Children Who Chase Lost Voices“ heraus. Im deutschen Fernsehen lief der Film am 13. Juni 2013 auf Super RTL unter dem Titel „Die Reise nach Agartha“.

### Synchronisation
Das in Berlin ansässige Synchronstudio VSI Synchron war für die deutsche Sprachfassung verantwortlich. Für Synchronregie und Dialogbuch war Detlef Klein zuständig, Synchronschnitt Brigitte Tjimbawe
| Rolle          | japanischer Sprecher (Seiyū) | deutscher Sprecher        |
| -------------- | ---------------------------- | ------------------------- |
| Asuna Watase   | Hisako Kanemoto              | Maximiliane Häcke         |
| Ryūji Morisaki | Kazuhiko Inoue               | Matthias Klie             |
| Shun           | Miyu Irino                   | Constantin von Jascheroff |
| Shin           | Miyu Irino                   | David Wittmann            |
| Lisa Morisaki  | Sumi Shimamoto               | Ghadah Al-Akel            |
| Yū Yazaki      | Yūna Inamura                 | Shalin Rogall             |
| Asunas Mutter  | Fumiko Orikasa               | Katrin Zimmermann         |

### Manga
Eine gleichnamige Manga-Adaption wurde vor Kinostart in dem Magazin Gekkan Comic Gene veröffentlicht.